# Edvard Beneš
Edvard Beneš (Kožlany, 1884 – Sezimovo Ústí, 1948) va ser el segon President de Txecoslovàquia entre els anys 1935 i 1948, període interromput per l'ocupació alemanya entre 1938 i 1945, durant la qual va romandre a l'exili.
En decretar-se la independència de Txecoslovàquia el 28 d'agost de 1918 va ser nomenat Ministre de l'Exterior durant el govern de Karel Kramář.
Per l'animadversió a l'herència dels Habsburg se li atribueix la frase "abans Hitler que els Habsburg".
Després del Tractat de Munic el 5 d'agost de 1938 renuncià i escapà primer al Regne Unit i després als Estats Units.
L'any 1940 s'establí a Londres on creà un govern a l'exili.
Després de la guerra, el 1948, Txecoslovàquia va passar a ser regida pels comunistes passant a ser-ne el president Klement Gottwald.
Una actuació molt polèmica seva van ser els anomenats decrets de Beneš, que van originar la deportació massiva, prèvia la confiscació de propietats, de la minoria germànica dels Sudets i dels hongaresos d'Eslovàquia i actualment encara s'han de resoldre les compensacions per aquests fets.